# Charlotte Marsau

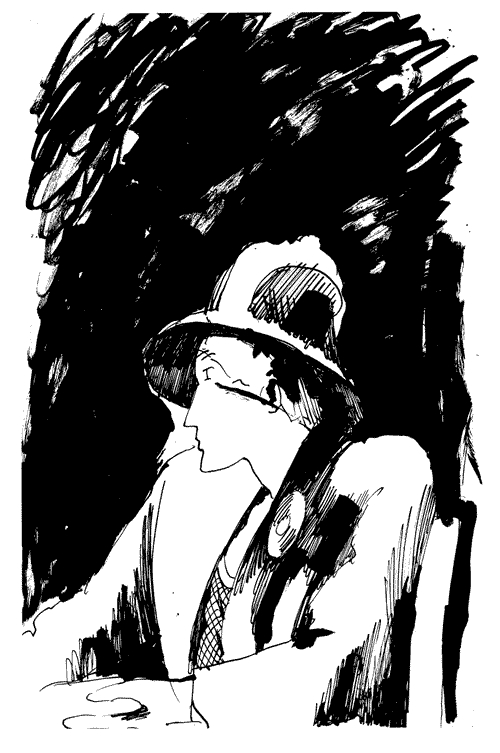
Lottie Marsau (Tuschzeichnung von Peti Buchel, 1983)

Charlotte Marsau (auch Lottie Marsau; geboren 16. April 1953 in Heide) ist eine deutsche Musikerin und Filmregisseurin.

## Leben
Sie begann ihre künstlerische Laufbahn als Straßenmusikerin und -künstlerin in Hamburg. Sie war in Hanne Moglers fools garden aktiv, reiste nach New Orleans und Mittelamerika und setzte sich mit ästhetischer Theorie und musikalischer Praxis auseinander, insbesondere Schlagwerk.
Mit der britischen Keyboarderin Poppy Rice gründete sie 1979 in Hamburg die Bitch Band No. 1. Die international besetzte Frauenband mit der amerikanischen Sängerin Betsy Miller tourte in den Niederlanden, Dänemark, Österreich und Deutschland. 1981 spielte die Bitch Band auf dem 1. Frauenrockfestival Venus Weltklang im Berliner Tempodrom und veröffentlichte die LP „Bitch Band – Zirrppppp!“ auf dem Label GeeBeeDe. Einige Texte und Kompositionen Marsaus erschienen im Musikverlag Sikorski.
Ab 1980 war Marsau in der Künstler- und Kraaker-Szene in Amsterdam aktiv und lebte auf dem besetzten Gelände in der Conradstraat. Szeneberühmtheit erreichte sie durch Aktionen und Performances wie ihre „Symphony with Donkey“. Mit der Sängerin Annie Toone (The Bloods) und der Bassistin Petra Ilyes (Minus Delta t) formierte sie das Symphonic-Punk Ensemble Idiotsavant, das durch die Violinistin Martine Rijks und den Trompeter Harrie Smart verstärkt wurde. Die Band experimentierte mit Sounds aus einem Kurzwellen-Empfänger und Geräuschen vom Band, verwendete Ölfässer und Kesselpauken und setzte gelegentlich eine Bläser-Sektion ein. 1984 veröffentlichten sie auf dem Label Eksakt Records die LP „Feindsender“ und die Single „Go Fuck Yrself“, die im Piratenradio zum Hit wurde.
Ab 1985 arbeitete Marsau für das Amsterdamer Filmproduktionsbüro Rolf Orthel und sammelte praktische Erfahrungen im Filmwesen am Set von Heddy Honigmann, Hans Fels, Annette Apon und Kees Hin. Kameraarbeit erlernte sie bei Neeltje Hin. 1989 reiste sie erstmals für ein Jahr nach Tibet und machte Tonaufnahmen und Fotos. 1991/1992 war sie mit der Kamerafrau Louise Oeben erneut in Tibet und drehte mit einer 16-mm-Bolex-Handkamera.

### RosaMarsFilm
Bei Dreharbeiten und Protesten gegen den Brandanschlag von Mölln lernte Marsau 1992 die Filmemacherin Katharina Geinitz (pseudonym „Katharina Rosa“) kennen. Fortan bildeten Marsau und Geinitz die Lebens- und Arbeitsgemeinschaft „RosaMarsFilm“, die als Filmproduktion offiziell eingetragen wurde.
Nach zwei Jahren gemeinsamen Aufenthalts in Tibet mit Katharina Geinitz hatte der Film Chinas Tibet? auf den Nordischen Filmtagen 1995 in Lübeck Premiere. Ohne Drehgenehmigung hatten die Filmemacherinnen in der Region Lhasa, Shigatse und Ngari Bilder und Töne gesammelt, die die Auswirkungen der 40-jährigen chinesischen Besetzung dokumentieren. Das 11. Internationale Dokumentarfilmfestival München zeichnete den Film mit dem Preis für den besonderen Dokumentarfilm 1996 aus. Video-Kopien des 36-minütigen Kurzfilms machten die Runde, und der Film wurde bei Veranstaltungen der Tibet Initiative Deutschland gezeigt.

„Lottie Marsau und Katharina Rosa haben für ihren Film China's Tibet? eine der bezeichnendsten und wichtigsten Entstehungsformen des Dokumentarfilms gewählt, nämlich die subversive Herstellung unter den Augen einer repressiven Obrigkeit. Mit gutem Grund haben sie sich dabei für das noch immer unschlagbare Medium 16mm-Film und die vermeintlich unscheinbare Bolex-Handkamera entschieden.“

Mit dem Dokumentarfilm Aus Tibet – ein Heimatfilm schufen Marsau und Geinitz 1996 eine „szenische Symphonie“. Der Film ist eine poetisch-politische Reise durch Tibet mit Bildern aus dem Alltagsleben und der Geschichte, von Nomaden im Sommerlager, von Schmugglern bei einer Gebirgspaßüberquerung, von chinesischen Militärs, von Figuren und Wandgemälden aus den Felsentempeln in Tsaparang/Guge in West-Tibet und von einer Luftbestattung auf den Totenhügeln von Shigatse.
Der „Heimatfilm“ war Eröffnungsfilm der Nordischen Filmtage Lübeck, lief beim 12. Internationalen Dokumentarfilmfestival München und wurde auf den Tagen des Unabhängigen Films Osnabrück mit dem Dokumentarfilmpreis ausgezeichnet.
1998/99 ging Marsau für das Afghanistan-Filmprojekt „Walai-Kum-us-Salam“ auf Recherche-Reise. Ihr Weg führte über Tadschikistan in das Hauptquartier der Nordallianz von Ahmad Schah Massoud und schließlich in das Taliban-regierte Kabul. Sie verbrachte den Winter in der afghanischen Hauptstadt und knüpfte Kontakte zu RAWA-Aktivistinnen. 2003 konnte sie aufgrund ihrer Ortskenntnis und Kontakte die Dreharbeiten für Helga Reidemeisters Dokumentarfilm Texas – Kabul vorbereiten und die Aufnahmeleitung in Afghanistan übernehmen.
Im Mai 2003 hatte der Dokumentarfilm Tot in Lübeck Premiere beim Internationalen Filmfestival Visions du Réel in Nyon. Der Film rollt den Prozess um den Brandanschlag auf ein Lübecker Asylbewerberheim noch einmal auf, bei dem 1996 zehn Menschen ums Leben kamen. Interviews mit dem schleswig-holsteinischen Generalstaatsanwalt Erhard Rex und der Anwältin Gabriele Heinecke wurden zu einem Schlagabtausch montiert, kommentiert durch den Kabarettisten Dietrich Kittner. Erste Dreharbeiten fanden bereits kurz nach dem Anschlag statt, Kittners Lübecker Moritat zum Brandanschlag wurde 1997 aufgezeichnet. Die Fertigstellung des Films verzögerte sich durch die Prozesse gegen einen zu Unrecht verdächtigten Hausbewohner und durch die immer wieder eingestellten Ermittlungen gegen rechtsextreme Jugendliche aus Grevesmühlen.
Tot in Lübeck lief auch beim 18. Internationalen Dokumentarfilmfest München und im Wettbewerb des Filmfestivals One World 2004 in Prag. 2007 war Marsau erneut beim One World Filmfestival Podiumsgast bei einer Debatte zum Thema „Tolerant - Intolerant“ im Goethe-Institut Prag. Im Januar 2012 starb ihre Lebensgefährtin Katharina Geinitz.
Im Jahr 2016 lobte Marsau erstmals den RosaMars-Filmpreis für den Film Morgenröte im Aufgang aus. Der Filmpreis wird an Künstler verliehen, „die mit ihren Werken Mut machen, inspirieren, Geistesgegenwart fördern“. Die Verleihung fand am 12. Januar 2017 anlässlich der Hamburger Premiere des Films im Metropolis Kino statt, Marsau überreichte den Regisseuren als Sachpreis eine 16-mm-Analog-Kamera Ciné-Kodak Model K aus dem Nachlass von Joris Ivens.

## Diskografie
- 1981: Bitch Band No I – Zirrppppp!, GeeBeeDee. LP
- 1983: Strapaze – Wild + Weiblich. Tritt Records, LP
- 1984: Idiotsavant – Feindsender, Eksakt Records, LP 45 RPM, Mini-Album
- 1984: Idiotsavant – Go Fuck Yrself, Single, self-released

## Filmografie
- 1994: Leder vom Dach der Welt (GTZ-Auftragsproduktion) – Regie
- 1995: Chinas Tibet? – Regie
- 1996: Aus Tibet – ein Heimatfilm – Regie
- 2003: Tot in Lübeck – Regie
- 2004: Texas – Kabul von Helga Reidemeister – Location Scout, Aufnahmeleitung

## Auszeichnungen
- 1996: Preis für den Besonderen Dokumentarfilm des 11. Internationalen Dokumentarfilmfestivals München für Chinas Tibet
- 1998: Dokumentarfilmpreis der Tage des Unabhängigen Films Osnabrück für Aus Tibet – Ein Heimatfilm